# Pietro Ferraris
Pietro Ferraris (Vercelli, 15 de fevereiro de 1912 - 11 de outubro de 1991) foi um futebolista italiano.

## Carreira
Conquistou a Copa do Mundo de 1938 com a Seleção Italiana de Futebol.